# Hugoldsdorf
Hugoldsdorf település Németországban, Mecklenburg-Elő-Pomeránia tartományban. Lakosainak száma 130 fő (2023. december 31.).

## Népesség
A település népességének változása:
| Lakosok száma | 124  | 122  | 131  | 133  | 130  |
|               | 2017 | 2019 | 2021 | 2022 | 2023 |